# Слопниці (гміна)
Гміна Слопніце (пол. Gmina Słopnice) — сільська гміна у південній Польщі. Належить до Лімановського повіту Малопольського воєводства.
Станом на 31 грудня 2011 у гміні проживало 6332 особи.

## Географія
Річки: Чорна Річка, Могильниця.

## Площа
Згідно з даними за 2007 рік площа гміни становила 56.74 км², у тому числі:
- орні землі: 53.00 %
- ліси: 40.00 %

Таким чином, площа гміни становить 5.96 % площі повіту.

## Населення
Станом на 31 грудня 2011:
| Опис     | Загалом | Загалом | Чоловіки | Чоловіки | Жінки | Жінки |
| -------- | ------- | ------- | -------- | -------- | ----- | ----- |
| одиниця  | осіб    | %       | осіб     | %        | осіб  | %     |
| все      | 6332    | 100     | 3206     | 50.63    | 3126  | 49.37 |
| міське   | 0       | 100     | 0        |          | 0     |       |
| сільське | 6332    | 100     | 3206     | 50.63    | 3126  | 49.37 |

## Сусідні гміни
Гміна Слопніце межує з такими гмінами: Добра, Камениця, Ліманова, Ліманова, Тимбарк.